# Hydrotaea atrisquama
Hydrotaea atrisquama är en tvåvingeart som beskrevs av Ringdahl 1925. Hydrotaea atrisquama ingår i släktet Hydrotaea och familjen husflugor. Arten är reproducerande i Sverige. Inga underarter finns listade i Catalogue of Life.